# Kubak Belarusi 2020-2021
La Coppa di Bielorussia 2020-2021 (in bielorusso Кубак Беларусі, Kubak Belarusi) è stata la 30ª edizione del torneo, iniziata il 16 maggio 2020 e terminata il 23 maggio 2021. Il BATĖ Borisov, squadra campione in carica, si è riconfermato conquistando il trofeo per la quinta volta nella sua storia.

## Primo turno
| Squadra 1        | Risultato        | Squadra 2              |
| ---------------- | ---------------- | ---------------------- |
| 16 maggio 2020   |                  |                        |
| Asipovičy        | 3 - 1            | Alfa                   |
| Montazhnik       | 1 - 1 (4-5 dtr)  | Stenles Pinsk          |
| Chayka Zelva     | 0 - 4            | SMI Autotrans          |
| Polack           | 2 - 2 (10-9 dtr) | Zabudova Maladzečna    |
| Novaya Pripyat   | 4 - 2            | Dnjapro Rahačoŭ        |
| Stroitel Kapyl   | 2 - 1            | Ivatsevichi            |
| Sparta Volkovysk | 1 - 4 (dts)      | Baranavičy             |
| Spartak Shklov   | 2 - 0            | Viktoria Maryina Gorka |
| BGU Minsk        | 3 - 1            | Žlobin                 |

## Secondo turno
| Squadra 1              | Risultato | Squadra 2          |
| ---------------------- | --------- | ------------------ |
| 6 giugno 2020          |           |                    |
| Bumprom Gomel          | 0 - 6     | Dnjapro Mahilëŭ    |
| Asipovičy              | 1 - 3     | Spadarožnik Rėčica |
| Meliorator Zhitkovichi | 3 - 0     | Lida               |
| Polack                 | 1 - 3     | Chimik Svetlahorsk |
| Horki                  | 0 - 3     | Oshmyany           |
| Novaya Pripyat         | 0 - 3     | Volna Pinsk        |
| Baranavičy             | 1 - 0     | Smarhon'           |
| Energetik-BGATU        | 2 - 6     | Ostrovets          |
| Kronon Stolbtsy        | 0 - 6     | Hranit Mikašėvičy  |
| SMI Autotrans          | 2 - 5     | Slonim-2017        |
| Stroitel Kapyl         | 1 - 3     | Orša               |
| BGU Minsk              | 0 - 5     | Homel'             |
| Stenles Pinsk          | 0 - 1     | Arsenal Dzjaržynsk |
| Pershiy Regien         | 0 - 15    | Ljakamatyŭ Homel'  |
| Spartak Shklov         | 0 - 4     | Naftan             |

## Terzo turno
| Squadra 1              | Risultato   | Squadra 2           |
| ---------------------- | ----------- | ------------------- |
| 28 agosto 2020         |             |                     |
| Arsenal Dzjaržynsk     | 4 - 1 (dts) | Smaljavičy          |
| Orša                   | 1 - 6       | Ėnerhetyk-BDU Minsk |
| Dnjapro Mahilëŭ        | 1 - 2       | Islač               |
| 29 agosto 2020         |             |                     |
| Naftan                 | 0 - 2       | Haradzeja           |
| Chimik Svetlahorsk     | 0 - 3       | Ruch Brėst          |
| Baranavičy             | 0 - 6       | Vicebsk             |
| Ljakamatyŭ Homel'      | 0 - 2       | Sluck               |
| Hranit Mikašėvičy      | 0 - 5       | BATĖ Borisov        |
| Volna Pinsk            | 0 - 4       | Slavija-Mazyr       |
| 30 agosto 2020         |             |                     |
| Spadarožnik Rėčica     | 3 - 2 (dts) | Belšyna             |
| Oshmyany               | 0 - 5       | Tarpeda-BelAZ       |
| Meliorator Zhitkovichi | 0 - 3       | Dinamo Brėst        |
| Homel'                 | 1 - 4       | Šachcër Salihorsk   |
| 1º settembre 2020      |             |                     |
| Krumkačy Minsk         | 2 - 0       | Dinamo Minsk        |
| 5 settembre 2020       |             |                     |
| Ostrovets              | 0 - 3       | Minsk               |
| 30 settembre 2020      |             |                     |
| Slonim-2017            | 1 - 3       | Nëman               |

## Ottavi di finale
| Squadra 1           | Risultato | Squadra 2          |
| ------------------- | --------- | ------------------ |
| 2 ottobre 2020      |           |                    |
| Spadarožnik Rėčica  | 1 - 4     | Tarpeda-BelAZ      |
| Sluck               | 1 - 4     | Šachcër Salihorsk  |
| 3 ottobre 2020      |           |                    |
| Krumkačy Minsk      | 0 - 4     | Islač              |
| Ruch Brėst          | 0 - 3     | Minsk              |
| Haradzeja           | 0 - 3     | Arsenal Dzjaržynsk |
| 4 ottobre 2020      |           |                    |
| Ėnerhetyk-BDU Minsk | 0 - 1     | Vicebsk            |
| Slavija-Mazyr       | 0 - 2     | Nëman              |
| 5 dicembre 2020     |           |                    |
| BATĖ Borisov        | 4 - 2     | Dinamo Brėst       |

## Quarti di finale
| Squadra 1                    | Totale      | Squadra 2          | Andata | Ritorno |
| ---------------------------- | ----------- | ------------------ | ------ | ------- |
| 6 marzo 2021 / 6 aprile 2021 |             |                    |        |         |
| Minsk                        | 1 - 1 (gfc) | Islač              | 1 - 1  | 0 - 0   |
| Tarpeda-BelAZ                | 3 - 0       | Arsenal Dzjaržynsk | 3 - 0  | 0 - 0   |
| 7 marzo 2021 / 7 aprile 2021 |             |                    |        |         |
| BATĖ Borisov                 | 5 - 3       | Vicebsk            | 2 - 1  | 3 - 2   |
| Šachcër Salihorsk            | 4 - 2       | Nëman              | 3 - 0  | 1 - 2   |

## Semifinali
| Squadra 1                      | Totale | Squadra 2     | Andata | Ritorno |
| ------------------------------ | ------ | ------------- | ------ | ------- |
| 21 aprile 2021 / 5 maggio 2021 |        |               |        |         |
| Šachcër Salihorsk              | 1 - 2  | Islač         | 1 - 0  | 0 - 2   |
| BATĖ Borisov                   | 5 - 2  | Tarpeda-BelAZ | 4 - 1  | 1 - 1   |

## Finale
| Arbitro: | Sergey Stetsurin |

|                      |           |                |
| Drahun 31’ Rybak 77’ | Marcatori | 59’ Kamaroŭski |